# Bollwerder See
Der Bollwerder See ist ein Baggersee in der Gemeinde Landesbergen, Landkreis Nienburg/Weser, Niedersachsen. Er liegt rechtsseitig der Weser 200 m vom Fluss unmittelbar nordwestlich des Ortes Landesbergen. Gegenüber liegt die Wellier Schleife, ein Altarm der Weser in einem Naturschutzgebiet.
Es handelt sich um einen Komplex aus drei Seen, die sich um eine Siedlung mit dem Straßennamen Bollwerder gruppieren und durch Dämme getrennt sind.
Der See ist in den 1920er-Jahren durch Auskiesung entstanden.
Der Bollwerder See wird zum Baden genutzt und unter diesem Namen als offizielles Badegewässer überwacht. Dabei handelt es sich um den westlichen der drei Seen. Am See finden sich Liegewiesen und ein Naturfreibad mit 0,5 Hektar Badefläche. Die Badestelle wird von der Gemeinde betrieben.